# 芬兰人列表
芬兰人按职业分类，可以从以下各列表中查询。
- 芬兰君主列表
- 芬兰总统列表
- 芬兰总理列表
- 芬兰驻华大使列表
- 芬兰画家列表
- 芬兰作家列表
  - 芬兰文学奖得主列表
- 芬兰电影导演列表
- 芬兰建筑师列表（英语：List of Finnish architects）

|  | 本条目是人物相关列表索引。 |